# آلما (کانزاس)
آلما (به انگلیسی: Alma) شهری در ایالت کانزاس کشور ایالات متحده آمریکا است که جمعیت آن در سرشماری سال ۲۰۱۰ میلادی، ۸۳۲ نفر بوده‌است.